# Oostenrijk op de Olympische Zomerspelen 1912
Oostenrijk nam deel aan de Olympische Zomerspelen 1912 in Stockholm, Zweden. Het Internationaal Olympisch Comité beschouwt de resultaten van Oostenrijk apart van die van Hongarije ondanks de unie Oostenrijk-Hongarije destijds.

## Medailleoverzicht
| Sport    | Olympiër | Discipline            | Medaille |
| -------- | --- | --------------------- | -------- |
| Schermen | Richard Verderber Otto Herschmann Rudolf Cvetko Friedrich Golling Andreas Suttner Albert Bogen Reinhold Trampler | sabel team (m)        | Zilver   |
| Tennis   | Felix Pipes Arthur Zborzil                                                                                       | dubbelspel (m)        | Zilver   |
| Schermen | Richard Verderber                                                                                                | floret (m)            | Brons    |
| Zwemmen  | Margarete Adler Klara Milch Josephine Sticker Berta Zahourek                                                     | 4x100m vrije slag (v) | Brons    |

## Deelnemers en resultaten

### Atletiek
| Olympiër                                                    | Discipline                | Resultaat | Prestatie |
| ----------------------------------------------------------- | ------------------------- | --------- | --- |
| Tadeusz Garczyński                                          | 100m (m)                  | DNS       | niet gestart |
| Fritz Fleischer                                             | 100m (m)                  | series    | serie 17: 4de |
| Rudolf Rauch                                                | 100m (m)                  | series    | serie 2: 3de |
| Fritz Weinzinger                                            | 100m (m)                  | series    | serie 12: 3de |
| Philipp Ehrenreich                                          | 200m (m)                  | DNS       | niet gestart |
| Fritz Fleischer                                             | 200m (m)                  | series    | serie 13: 3de |
| Władysław Ponurski                                          | 200m (m)                  | series    | serie 15: 4de |
| Rudolf Rauch                                                | 200m (m)                  | series    | serie 6: 3de |
| Fritz Weinzinger                                            | 200m (m)                  | DNS       | niet gestart |
| Władysław Ponurski                                          | 400m (m)                  | series    | serie 1: 3de |
| Zdzisław Latawiec                                           | 800m (m)                  | DNS       | niet gestart |
| Zdzisław Latawiec                                           | 1500m (m)                 | DNS       | niet gestart |
| Karl Hack                                                   | 5000m (m)                 | DNS       | niet gestart |
| Felix Kwieton                                               | 5000m (m)                 | DNS       | niet gestart |
| Karl Hack                                                   | 10000m (m)                | DNS       | niet gestart |
| Felix Kwieton                                               | 10000m (m)                | DNS       | niet gestart |
| Jan Mrzygłodzki                                             | 10000m (m)                | DNS       | niet gestart |
| Gustav Krojer Rudolf Rauch Fritz Weinzinger Fritz Fleischer | 4x100m (m)                | 8e        | serie 5: 2de in 44,8 |
| Karl Hack                                                   | marathon (m)              | DNF       | niet gefinisht |
| Felix Kwieton                                               | marathon (m)              | 20e       | 3:00.48,0 |
| Emmerich Rath                                               | marathon (m)              | 33e       | 3:27.03,8 |
| Walery Jaworski                                             | 10km snelwandelen (m)     | DNS       | niet gestart |
| Philipp Ehrenreich                                          | verspringen (m)           | 23e       | kwalificatie groep B: 9de met 6,14m |
| Viktor Franzl                                               | verspringen (m)           | 18e       | kwalificatie groep B: 8ste met 6,57m |
| Viktor Franzl                                               | hink-stap-springen (m)    | DNS       | niet gestart |
| Gustav Krojer                                               | hink-stap-springen (m)    | 16e       | kwalificatie groep A: 6de met 13,45m |
| Fritz Weinzinger                                            | hoogspringen (m)          | DNS       | niet gestart |
| Viktor Franzl                                               | polsstokhoogspringen (m)  | 18e       | kwalificatie groep B: 10de met 3,20m |
| Karl Michl                                                  | kogelstoten (m)           | DNS       | niet gestart |
| Josef Schäffer                                              | kogelstoten (m)           | 13e       | kwalificatie groep B: 3de met 11,44m |
| Karl Michl                                                  | discuswerpen (m)          | DNS       | niet gestart |
| Josef Schäffer                                              | discuswerpen (m)          | 29e       | kwalificatie groep D: 5de met 34,87m |
| Hans Tronner                                                | discuswerpen (m)          | 5e        | kwalificatie groep A: 2de met 41,24m |
| Josef Schäffer                                              | discuswerpen 2 handen (m) | 16e       | kwalificatie groep C: 4de met 63,50m |
| Hans Tronner                                                | discuswerpen 2 handen (m) | 13e       | kwalificatie groep A: 7de met 66,66m |
| Gustav Krojer                                               | speerwerpen (m)           | DNF       | kwalificatie groep A: geen geldige poging |
| Hans Tronner                                                | kogelslingeren (m)        | DNS       | niet gestart |
| Gustav Krojer                                               | vijfkamp (m)              | 21e       | verspringen: 19de met 6,10m speerwerpen: 15de met 39,89m 200m: 20ste in 24,7 totaal: 54 punten |
| Josef Schäffer                                              | tienkamp (m)              | 10e       | 100m: 22ste in 12,3 verspringen: 17de met 6,04m kogelstoten: 6de met 11,50m hoogspringen: 20ste met 1,55m 400m: 17de in 58,2 discuswerpen: 2de met 37,14m 110m horden: 17de in 18,9 polsstokhoogspringen: 3de met 3,25m speerwerpen: 9de met 41,06m 1500m: 10de in 5.05,3 totaal: 6568,585 punten |

### Moderne vijfkamp
| Olympiër         | Discipline | Resultaat | Prestatie |
| ---------------- | ---------- | --------- | --- |
| Edmond Bernhardt | mannen     | 8e        | schietsport: 26ste met 135 punten zwemmen: 2de in 5.03,6 schermen: 6de met 17 overwinningen paardensport: 12de met 100 punten atletiek: 14de in 22.34,0 totaal: 60 punten |

### Roeien
| Olympiër                                                                            | Discipline   | Resultaat | Prestatie                                 |
| ----------------------------------------------------------------------------------- | ------------ | --------- | ----------------------------------------- |
| Alfred Heinrich                                                                     | skiff (m)    | DNF       | serie 1: V van RUS Kuusik: niet gefinisht |
| Hugo Cuzna Emil Jand Georg Kröder Fritz Krombholz Richard Mayer                     | vier-met (m) | DNF       | serie 3: V van Noorwegen: niet gefinisht  |
| Georg Hölzl Theodor Jakobi Karl Körber Rudolf Krammer Karl Meystrik Josef Petraseck | vier-met (m) | DNS       | serie 4: niet gestart                     |

### Schermen
| Olympiër | Discipline     | Resultaat | Prestatie |
| --- | -------------- | --------- | --- |
| Rudolf Cvetko | degen (m)      | DNS       | 1ste ronde groep 5: niet gestart |
| Andreas Suttner | degen (m)      | DNS       | 1ste ronde groep 6: niet gestart |
| Reinhold Trampler | degen (m)      | DNS       | 1ste ronde groep 4: niet gestart |
| Richard Verderber | degen (m)      | DNS       | 1ste ronde groep 11: niet gestart |
| Arthur Griez von Ronse | degen (m)      | 33e       | 1ste ronde groep 3: 3de met 4 nederlagen kwartfinale 4: 4de met 3 nederlagen |
| Rudolf Cvetko | degen (m)      | 77e       | 1ste ronde groep 15: 5de met 3 nederlagen |
| Franz Dereani | degen (m)      | 75e       | 1ste ronde groep 6: 5de met 4 nederlagen |
| Friedrich Golling | degen (m)      | 44e       | 1ste ronde groep 11: 2de met 2 nederlagen kwartfinale 6: 5de met 4 nederlagen |
| Josef Puhm | degen (m)      | 69e       | 1ste ronde groep 10: 4de met 3 nederlagen |
| Andreas Suttner | degen (m)      | 59e       | 1ste ronde groep 1: 4de met 3 nederlagen |
| Reinhold Trampler | degen (m)      | 91e       | 1ste ronde groep 13: 6de met 5 nederlagen |
| Richard Verderber | degen (m)      | 33e       | 1ste ronde groep 14: 1ste met 1 nederlaag kwartfinale 7: 3de met 3 nederlagen halve finale 4: 1ste met 0 nederlagen finale: 3de V van ITA Nadi V van ITA Speciale W van ITA Alaimo W van GBR Seligman W van HUN Békessy W van GBR Montgomerie V van HUN Berti |
| Albert Bogen | sabel (m)      | DNF       | 1ste ronde groep 4: 2de met 2 nederlagen kwartfinale 2: niet gestart |
| Rudolf Cvetko | sabel (m)      | DNS       | 1ste ronde groep 1: niet gestart |
| Franz Dereani | sabel (m)      | DNF       | 1ste ronde groep 7: 2de met 1 nederlaag kwartfinale 5: niet gestart |
| Friedrich Golling | sabel (m)      | 37e       | 1ste ronde groep 2: 4de met 2 nederlagen |
| Otto Herschmann | sabel (m)      | DNS       | 1ste ronde groep 15: niet gestart |
| Karl Münich | sabel (m)      | DNF       | 1ste ronde groep 3: 1ste met 3 nederlagen kwartfinale 4: niet gestart |
| Ernst, Prinz zu Hohenlohe                                                                                                   | sabel (m)      | 22e       | 1ste ronde groep 11: 1ste kwartfinale 3: 4de met 3 nederlagen |
| Josef Puhm | sabel (m)      | DNF       | 1ste ronde groep 5: 3de met 2 nederlagen kwartfinale 7: niet gestart |
| Andreas Suttner | sabel (m)      | DNS       | 1ste ronde groep 13: niet gestart |
| Reinhold Trampler | sabel (m)      | DNS       | 1ste ronde groep 6: niet gestart |
| Richard Verderber | sabel (m)      | DNS       | 1ste ronde groep 16: niet gestart |
| Richard Verderber Otto Herschmann Rudolf Cvetko Andreas Suttner Friedrich Golling Albert Bogen Reinhold Trampler Josef Puhm | sabel team (m) | Zilver    | 1ste ronde groep 4: 1ste W van Nederland: 9-5 W van Denemarken: 8-1 halve finale 2: 2de V van Hongarije: 5-11 W van Italië: 11-5 W van Duitsland: 11-5 finale: 2de V van Hongarije: 5-11 W van Bohemen: 10-6 W van Nederland: 9-3                             |

### Schietsport
| Olympiër                                                          | Discipline                       | Resultaat | Prestatie  |
| ----------------------------------------------------------------- | -------------------------------- | --------- | ---------- |
| Johann Dulnig                                                     | 600m militair geweer (m)         | 81e       | 41 punten  |
| Johann Dulnig                                                     | 300m vrij geweer 3 houdingen (m) | 32e       | 82 punten  |
| Edmond Bernhardt                                                  | 50m pistool (m)                  | 53e       | 245 punten |
| Adolf Schmal                                                      | 50m pistool (m)                  | 39e       | 406 punten |
| Edmond Bernhardt                                                  | 30m duelpistool (m)              | 40e       | 194 punten |
| Adolf Schmal                                                      | 30m duelpistool (m)              | 20e       | 267 punten |
| Heinrich Elbogen                                                  | 1 schot lopend hert (m)          | 7e        | 38 punten  |
| Adolf Michel                                                      | 1 schot lopend hert (m)          | 10e       | 36 punten  |
| Peter Paternelli                                                  | 1 schot lopend hert (m)          | 15e       | 31 punten  |
| Eberhard Steinböck                                                | 1 schot lopend hert (m)          | 31e       | 23 punten  |
| Heinrich Elbogen                                                  | 2 schoten lopend hert (m)        | 16e       | 48 punten  |
| Heinrich Elbogen Adolf Michel Peter Paternelli Eberhard Steinböck | 1 schot lopend hert team (m)     | 4e        | 115 punten |

### Schoonspringen
| Olympiër      | Discipline    | Resultaat | Prestatie                          |
| ------------- | ------------- | --------- | ---------------------------------- |
| Hanny Kellner | 10m toren (m) | DNF       | 1ste ronde groep 2: niet gefinisht |

### Tennis
| Olympiër                                                     | Discipline     | Resultaat | Prestatie |
| ------------------------------------------------------------ | -------------- | --------- | --- |
| Rudolf Bertrand                                              | enkelspel (m)  | DNS       | niet gestart |
| Hermann Liebisch                                             | enkelspel (m)  | DNS       | niet gestart |
| Fritz Felix Piepes                                           | enkelspel (m)  | 31e       | 1ste ronde: W van GER Lindpaintner: 6-2, 6-3, 6-3 2de ronde: V van RSA Tapscott: 6-3, 5-7, 6-4, 5-7, 5-7 |
| Otto Relly                                                   | enkelspel (m)  | DNS       | niet gestart |
| Herbert Planner von Plaun                                    | enkelspel (m)  | DNS       | niet gestart |
| Ludwig, Graf von Salm-Hoogstraeten                           | enkelspel (m)  | 5e        | 1ste ronde: vrij 2de ronde: W van NOR Peterson: 6-1, 7-5, 6-3 3de ronde: W van SWE Boström: 7-5, 6-4, 6-1 4de ronde: W van SWE Wennergren: 6-3, 5-7, 7-5, 6-1 kwartfinale: V van RSA Kitson: 2-6, 2-6, 4-6                                                        |
| Kurt von Wessely                                             | enkelspel (m)  | DNS       | niet gestart |
| Arthur Zborzil                                               | enkelspel (m)  | 5e        | 1ste ronde: vrij 2de ronde: W van SWE Benckert: 6-2, 6-4, 1-6, 6-3 3de ronde: W van BOH Robětín: 6-4, 6-2, 6-1 4de ronde: W van BOH Šebek: 6-1, 6-0, 3-6, 6-2 kwartfinale: V van GER Kreuzer: 4-6, 3-6, 2-6                                                       |
| Fritz Felix Piepes Arthur Zborzil                            | dubbelspel (m) | Zilver    | 1ste ronde: W van NOR Herman Bjørklund/Smith: 6-0, 6-2, 6-0 2de ronde: vrij kwartfinale: W van SWE Benckert/Boström: 6-3, 4-6, 6-1, 6-1 halve finale: W van FRA Canet/de Marangue: 7-5, 2-6, 3-6, 10-8, 10-8 finale: V van RSA Kitson/Winslow: 6-4, 1-6, 2-6, 2-6 |
| Herbert Planner von Plaun Ludwig, Graf von Salm-Hoogstraeten | dubbelspel (m) | DNS       | niet gestart |
| Rudolf Bertrand Kurt von Wessely                             | dubbelspel (m) | DNS       | niet gestart |

### Voetbal
| Olympiër | Discipline | Resultaat | Prestatie |
| --- | ---------- | --------- | --- |
| Alois Müller Leopold Neubauer Jan Studnicka Robert Merz Ludwig Hussak Robert Cimera Karl Braunsteiner Seppl Brandstetter Bernhard Graubart Ladislaus Kurpiel Otto Noll Franz Weber Josef Kaltenbrunner Leopold Grundwald Gustav Blaha Hans Andres Adolf Fischera Richard Kohn Heinrich Retschury Jakob Swatosch Felix Tekusch Karl Tekusch | mannen     | 5e        | 1ste ronde: W van Duitsland: 5-1 kwartfinale: V van Nederland: 1-3 consolidatie: W van Noorwegen consolidatie 2: W van Italië consolidatie finale: V van Hongarije: 0-3 |

### Waterpolo
| Olympiër | Discipline | Resultaat | Prestatie |
| --- | ---------- | --------- | --- |
| Rudolf Buchfelder Richard Manuel Walter Schachtitz Otto Scheff Josef Wagner Ernst Kovács Hermann Buchfelder | mannen     | 4e        | 1ste ronde: W van Hongarije: 5-4 2de ronde: vrij gouden finale: V van Groot-Brittannië: 0-8 1ste zilveren ronde: V van SWE: 1-8 2de zilveren ronde: V van België: 4-5 |

### Wielersport
| Olympiër                                                     | Discipline         | Resultaat | Prestatie  |
| ------------------------------------------------------------ | ------------------ | --------- | ---------- |
| Josef Hellensteiner                                          | tijdrit (m)        | 45e       | 11:54.00,2 |
| Adolf Kofler                                                 | tijdrit (m)        | 31e       | 11:39.32,6 |
| Rudolf Kramer                                                | tijdrit (m)        | 43e       | 11:53.12,8 |
| Robert Rammer                                                | tijdrit (m)        | 23e       | 11:30.40,8 |
| Alois Wacha                                                  | tijdrit (m)        | 52e       | 12:01.12,4 |
| Josef Zilker                                                 | tijdrit (m)        | 46e       | 11:54.38,7 |
| Josef Hellensteiner Adolf Kofler Rudolf Kramer Robert Rammer | ploegentijdrit (m) | 7e        | 46:57.26,4 |

### Worstelen
| Olympiër           | Discipline     | Resultaat      | Prestatie |
| Grieks-Romeins     | Grieks-Romeins | Grieks-Romeins | Grieks-Romeins |
| ------------------ | -------------- | -------------- | --- |
| Hans Rauss         | -60kg (m)      | 12e            | 1ste ronde: V van FIN Koskelo 2de ronde: W van USA Retzer 3de ronde: vrij 4de ronde: V van FIN Lehmusvirta                |
| Friedrich Schärer  | -60kg (m)      | 12e            | 1ste ronde: W van USA Retzer 2de ronde: W van SWE Andersson 3de ronde: V van FIN Koskelo 4de ronde: V van DEN Hetmar      |
| Viktor Fischer     | -67,5kg (m)    | 17e            | 1ste ronde: W van NOR Frydenlund 2de ronde: V van FIN Laitinen 3de ronde: W van DEN Hansen 4de ronde: V van SWE Malmström |
| Josef Stejskal     | -67,5kg (m)    | 31e            | 1ste ronde: V van FIN Trikkonen 2de ronde: V van FIN Urvikko                                                              |
| Peter Kokotowitsch | -75kg (m)      | 11e            | 1ste ronde: W van ITA Gargano 2de ronde: V van SWE Fältström 3de ronde: W van RUS Polis 4de ronde: V van FIN Jokinen      |
| Alois Totuschek    | -75kg (m)      | 11e            | 1ste ronde: V van SWE Johanson 2de ronde: W van GBR Rhys 3de ronde: W van SWE Frank 4de ronde: V van FIN Westerlund       |
| Karl Barl          | -82,5kg (m)    | 16e            | 1ste ronde: V van RUS Pikker 2de ronde: W van NOR Løvold 3de ronde: V van DEN Christensen                                 |
| Johann Trestler    | -82,5kg (m)    | 20e            | 1ste ronde: V van ITA Gardini 2de ronde: V van GER Lange                                                                  |

### Zwemmen
| Olympiër                                            | Discipline            | Resultaat | Prestatie                                             |
| --------------------------------------------------- | --------------------- | --------- | ----------------------------------------------------- |
| Heinrich Brandstetter                               | 100m vrije slag (m)   | DNS       | serie 4: niet gestart                                 |
| Emanuel Prüll                                       | 100m vrije slag (m)   | DNS       | niet gestart                                          |
| Max Rosenfeld                                       | 100m vrije slag (m)   | DNS       | niet gestart                                          |
| Otto Scheff                                         | 100m vrije slag (m)   | DNS       | serie 6: niet gestart                                 |
| Josef Scheibler                                     | 100m vrije slag (m)   | DNS       | serie 3: niet gestart                                 |
| Otto Scheff                                         | 400m vrije slag (m)   | DNS       | serie 4: niet gestart                                 |
| Josef Scheibler                                     | 400m vrije slag (m)   | DNS       | serie 2: niet gestart                                 |
| Franz Schuh                                         | 400m vrije slag (m)   | 16e       | serie 5: 3de in 6.09,4                                |
| Wolfgang Siller                                     | 400m vrije slag (m)   | DNS       | serie 1: niet gestart                                 |
| Franz Schuh                                         | 1500m vrije slag (m)  | DNF       | serie 4: 2de in 25.19,8 halve finale 1: niet gestart  |
| Wolfgang Siller                                     | 1500m vrije slag (m)  | DNS       | serie 4: niet gestart                                 |
| Heinrich Brandstetter                               | 200m schoolslag (m)   | DNS       | serie 6: niet gestart                                 |
| Rudolf Dlouchy                                      | 200m schoolslag (m)   | DNS       | serie 4: niet gestart                                 |
| Josef Wastl                                         | 200m schoolslag (m)   | 18e       | serie 2: 4de in 3.25,6                                |
| Rudolf Dlouchy                                      | 400m schoolslag (m)   | DNS       | serie 5: niet gestart                                 |
| Zeno von Singalewicz                                | 400m schoolslag (m)   | DNF       | serie 3: 3de in 7.04,0 halve finale 1: niet gefinisht |
| Josef Wastl                                         | 400m schoolslag (m)   | DNF       | serie 1: niet gefinisht                               |
|                                                     |                       |           |                                                       |
| Grete Adler                                         | 100m vrije slag (v)   | 19e       | serie 4: 4de in 1.34,4                                |
| Josefa Kellner                                      | 100m vrije slag (v)   | 17e       | serie 2: 4de in 1.41,2                                |
| Klara Milch                                         | 100m vrije slag (v)   | 12e       | serie 1: 3de in 1.37,2                                |
| Fini Sticker                                        | 100m vrije slag (v)   | 18e       | serie 3: 4de in 1.31,8                                |
| Berta Zahourek                                      | 100m vrije slag (v)   | 13e       | serie 2: 3de in 1.38,6                                |
| Grete Adler Klara Milch Fini Sticker Berta Zahourek | 4x100m vrije slag (v) | Brons     | 6.17,0                                                |

Australazië · België · Bohemen · Canada · Chili · Denemarken · Duitsland · Egypte · Finland · Frankrijk · Griekenland · Groot-Brittannië · Hongarije · IJsland · Italië · Japan · Luxemburg · Nederland · Noorwegen · Oostenrijk · Portugal · Rusland · Servië · Turkije · Verenigde Staten · Zuid-Afrika · Zweden · Zwitserland